# Pseudolasius circularis
Pseudolasius circularis är en myrart som beskrevs av Hugo Viehmeyer 1916. Pseudolasius circularis ingår i släktet Pseudolasius och familjen myror. Inga underarter finns listade i Catalogue of Life.